# ピール (食材)

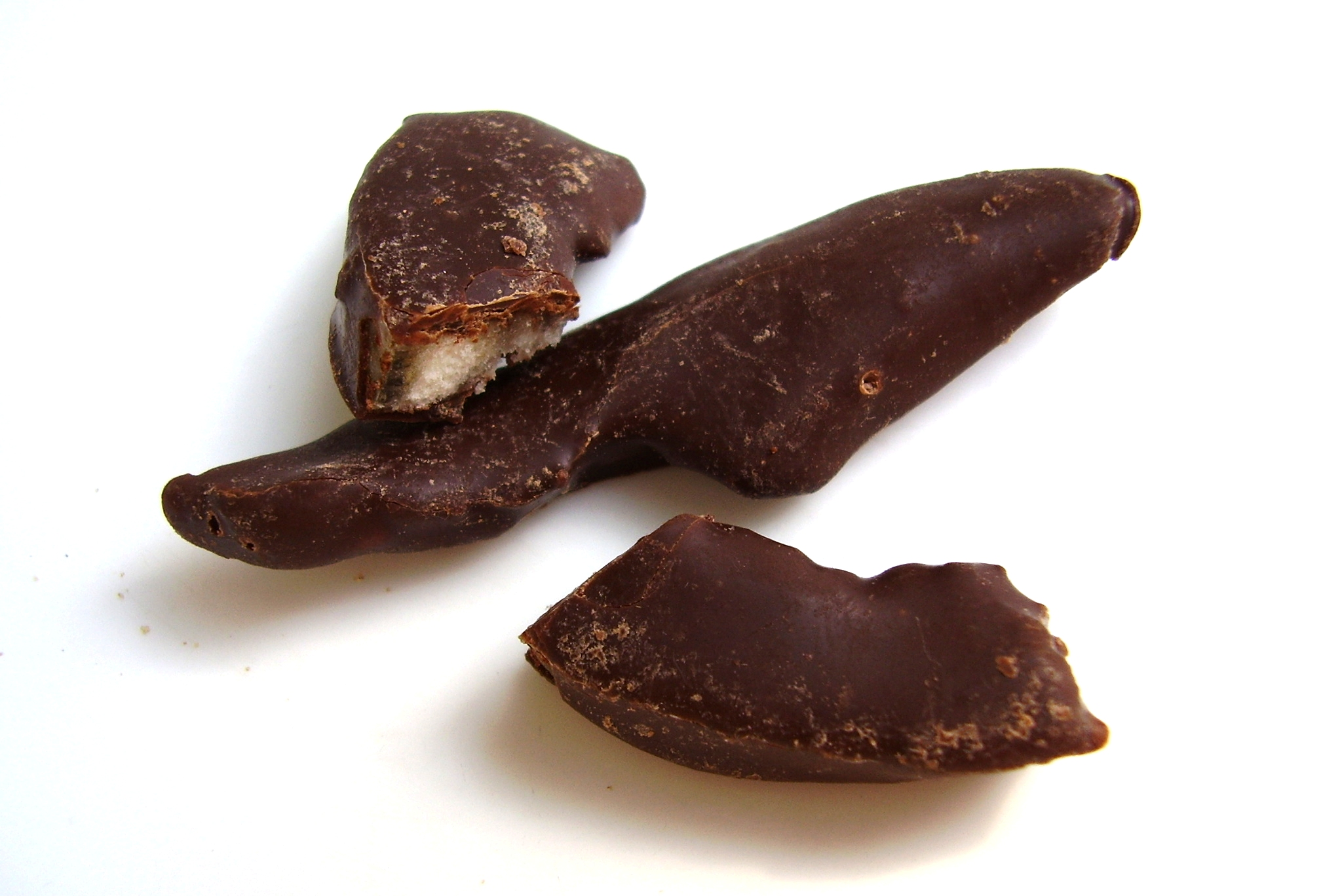
チョコレートで覆われた柑橘類のピール（オランジェット）

ピール（Peel、またはrind、skin）は、果実や野菜の外側の保護層であり、剥くことができる。
植物学的には外果皮に当たるが、「外果皮」は、手やピーラーで剥くことができないため通常はピールとは呼ばれず「殻」と呼ばれる、種実類の固い外皮も含む用語である。
柑橘類のように厚いピールを持つ果実はミカン状果と呼ばれる。ミカン状果では、アルベドと呼ばれる内側の層はフラベドと呼ばれる外側の層と一緒に剥かれ、これらはまとめてピールと呼ばれる。外層と内層は植物学的にはそれぞれ、外果皮、中果皮と呼ばれ、ピールの中の種を含む水分の多い層は内果皮と呼ばれる。

## 利用
その厚さと味により、例えばリンゴのような果実のピールは果実の一部として食べられることがある。バナナやグレープフルーツのようにピールが食べるのに適さない場合もあり、そのような場合は除去して捨てられる。
例えばザクロのようにタンニンやその他のポリフェノールを多く含むもののピールは、染料の製造に用いられる。
柑橘類のピールは苦くて通常そのままでは食べないが、陳皮等に調理して食べる。最外層の色の付いている部分はゼストと呼ばれ、こそげ取って苦い風味を付けるのに用いられる。ピールの白い部分は、多くの種で生のままでは苦いが、砂糖とともに砂糖漬けに使われたり、マーマレードやフルーツスープを作るのに用いられる。
また、フレーバードティーとして紅茶の茶葉に用いられ、代表的なものにレモンピールを用いたTWININGS社のレディグレイがある。